# Michael Enabulele
Michael Enabulele Ogunsuyi (Palma de Mallorca, Baleares, 9 de marzo de 2006) es un jugador de baloncesto profesional español que mide 2,02 metros y juega de pívot. Actualmente pertenece a la plantilla del Club Bàsquet Llíria de la Segunda FEB, cedido por Palmer Basket Mallorca. 

## Trayectoria
Formado en el SCD Hispania y en el Centro de Tecnificación Deportiva de las Islas Baleares, es un pívot habitual en la selección balear y en las Selecciones Españolas de Formación.
En la temporada 2022-23, forma parte de la plantilla del CB Agora Portals de Tercera FEB, en el que promedia 10,3 puntos, capturó 8,2 rebotes, colocó un tapón y se marchó hasta los 15 créditos de valoración.
En la temporada 2023-24, firma por el Basquet Ciutat d'Inca de Tercera FEB, en el que promedia 9,2 puntos y 5,1 rebotes, en 24 minutos de juego.
El 2 de julio de 2024, firma por el Palmer Basket Mallorca de Segunda FEB.
El 2 de junio de 2025, tras lograr el ascenso a Primera FEB, renueva su contrato por dos temporadas con el Palmer Basket Mallorca.
El 15 de junio de 2025, firma por el Club Bàsquet Llíria de la Segunda FEB, cedido por Palmer Basket Mallorca. 

## Internacional
Ha formado parte de la selección española de baloncesto en categorías de formación y en 2024 disputó con la selección sub-18 en mundial en la modalidad de 3x3 en la que obtuvo la medalla de plata.